# 208351 Sielmann
208351 Sielmann è un asteroide della fascia principale. Scoperto nel 2001, presenta un'orbita caratterizzata da un semiasse maggiore pari a 3,1539459 UA e da un'eccentricità di 0,1929099, inclinata di 25,24302° rispetto all'eclittica.